# Marville
Marville is een gemeente in het Franse departement Meuse (regio Grand Est) en telt 553 inwoners (2004). De plaats maakt deel uit van het arrondissement Verdun en ligt aan de Othain op de grens met het departement Meurthe-et-Moselle.

## Geografie
| Aangrenzende gemeenten | Aangrenzende gemeenten   | Aangrenzende gemeenten | Aangrenzende gemeenten | Aangrenzende gemeenten |
| ---------------------- | ------------------------ | ---------------------- | ---------------------- | ---------------------- |
| Iré-le-Sec             |                          | Flassigny              |                        | Villers-le-Rond        |
|                        |                          |                        |                        |                        |
| Remoiville             | Saint-Jean- lès-Longuyon |                        |                        |                        |
|                        |                          |                        |                        |                        |
| Delut                  |                          | Rupt-sur-Othain        |                        | Petit-Failly           |

De onderstaande kaart toont de ligging van Marville met de belangrijkste infrastructuur en aangrenzende gemeenten.

## Demografie
Onderstaande figuur toont het verloop van het inwonertal (bron: INSEE-tellingen).

## Knekelhuis
Bij het kerkhof van de kapel van Saint Hilaire bevindt zich een knekelhuis met circa 40.000 schedels.